# HD 195019
HD 195019 ist ein etwa 37 Parsec entferntes Sternsystem im Sternbild Delphin. Es besteht aus zwei Sternen in einem Winkelabstand von 4",1 (ca. 150 AE) mit einem Positionswinkel von 324°. Zudem wird die Hauptkomponente von einem spektroskopischen Begleiter umrundet, bei dem es sich um einen potentiellen Exoplaneten handelt. Der Zentralstern weist eine scheinbare Helligkeit von 6,9 mag auf und gehört zur Spektralklasse G3 IV-V, seine Masse entspricht etwa derjenigen der Sonne.

## Potentieller Exoplanet
HD 195019 b ist ein potentieller Exoplanet, der die Hauptkomponente mit einer Periode von 18 Tagen umrundet, wobei seine Bahn mit etwa 0,01 eine geringe Exzentrizität aufweist. Seine Mindestmasse beträgt (3,7 ± 0,3) Jupitermassen. Es könnte sich um einen „Hot Jupiter“ mit einer geschätzten mittleren Oberflächentemperatur von 755 Kelvin handeln. Das Objekt wurde 1998 von Geoffrey Marcy et al. mit der Radialgeschwindigkeitsmessungsmethode entdeckt.